# Pseudohydromys patriciae
Pseudohydromys patriciae — вид мишоподібних гризунів родини мишеві (Muridae).

## Опис
Гризун невеликого розміру, з довжиною голови і тіла між 99 і 100 мм, довжина хвоста від 85 до 86 мм, довжина стопи між 20 і 21 мм, довжина вух між 11,6 і 12 мм і вага до 24 гр. Верхні частини тіла світло-коричнево-сірі. Вуса короткі. Очі маленькі. Зовнішні частини ніг світлі й покриті крихітними срібними волосками. Хвіст коротший, ніж голова і тіло, рівномірно світлий.

## Поширення, екологія
Цей вид відомий тільки з двох особин, захоплених в районі озера Хаббема, у західній частині хребта Нової Гвінеї. Він живе в моховому гірському лісі на 2800 метрів над рівнем моря.